# メノン (対話篇)
『メノン』（メノーン、希: Mενων、英: Meno）はプラトンの初期末の対話篇である。副題は「徳について」。
『メノン』は執筆時期的にも内容的にも『ソクラテスの弁明』や『ラケス』といったプラトンの初期対話篇と『饗宴』『国家』などの中期対話篇の結節点に当たる位置を占めており、初期対話篇的な特徴を有しつつも中期対話篇でより詳しく洗練された形で語られるアイディア――想起説、「真理（知識）」と「思いなし（思惑、臆見）」の区別、仮設法など――が荒削りではあるが述べられている。
短いながらも簡潔明瞭にまとめられたその内容から、「プラトン哲学の最良の入門書」として評価も高い。

## 構成

### 登場人物
- ソクラテス - 67歳頃。
- メノン（メノン3世） - テッタリア地方パルサロス（Pharsalos）出身の貴族の子息。アテナイを訪れ、アニュトスの家に滞在している。20歳頃。紀元前401年（本篇設定の翌年）に、アケメネス朝ペルシアの小キュロスの反乱に傭兵として参加、翌年処刑されたことが、クセノポンの『アナバシス』に記述されている。
- メノンの召使
- アニュトス - アテナイの富裕市民、民主派政治家。後に、手工者・政治家の代表として、ソクラテスの告発者の一人に名を連ね、その刑死に主導的役割を果たす（『ソクラテスの弁明』）。

### 時代・場面設定
紀元前402年初頭のアテナイ某所。メノンがソクラテスに、徳は人に教えられるものか尋ねるところから話は始まる。
ソクラテスは、彼がそうした問いをするのはテッタリア地方に赴いて多大な影響を与えているゴルギアスの影響だと推察しつつ、自分は教える云々以前に、そもそも徳が何であるかすら知らないし、知っている人に会ったこともないと言う。こうしてソクラテスとメノンの徳にまつわる問答が開始される。
途中、メノンの召使に幾何学の問いに答えてもらったり、アニュトスが対話に加わる（しばらくして怒って沈黙）などしながら、ソクラテスがメノンとの問答を終え、そこを去るまでが描かれる。

### 特徴・補足
『パイドン』において、本篇の想起説の証明が要約的に振り返られている（73A-B）。
また、アリストテレスは、その著作『オルガノン』内で、本篇を2回、名指しで言及している。

## 内容
対話はメノンがソクラテスに対して「徳は教えられうるのか」と問うことから始まる。それをソクラテスはそれが何であるかを知らなければそれがどういうものであるかを知ることはできないとして「徳とは何か」という問いに主題を転換させ、メノンにその答を求める。
メノンはいくつかの答を提出するも、いずれもソクラテスに否定され、苦し紛れのうちに知らないものを探求することはできないという後に「探求のパラドックス」と呼ばれるパラドックス『探求の対象が何であるかを知っていなければ探求はできない（さもなくばそれは顔も名前も知らない人を探すようなものである）。しかし、それを知っているならば既に答えは出ているので探求の必要はない』を提出する。それに対してソクラテスは想起説を以ってそれに答え、メノンに再び探求をするよう勧める。
しかし、メノンは再び当初の「徳は教えられうるのか」という問いに立ち返り、ソクラテスにその回答を求める。それに対してソクラテスは（不本意ながらも）仮設法を以って答えようとする。曰く、徳とは知識であり、知識は正しさ（善）であり、知識とは教えられうるものであるからして徳は教えられうる。
ところがその直後ソクラテスはこの結論に疑義を申し立て、その破壊に取りかかる。曰く、徳を教えると称するソフィスト、テミストクレスやアリステイデス、ペリクレスといった名だたる政治家を例に取り有徳の政治家などですら徳を教えることができず、徳を教えうる者はいない。ゆえに徳は教えられえない。また、道案内を例にとり、その道を知らなくても適当に見当をつければ目的地に行けることから、人を正しく導くのは正しさだけではなく、思いなしもそれが可能であるから、正しさ即ち知識ではなくなり、徳は正しさでもなくなる。
そこでソクラテスは有徳な人は知っていて有徳なのではなく、どの意味で彼らはいわば神がかりの巫女などと同じであるので、徳を神によって与えられるものであると結論付ける。しかし、これは徳の内容、本質にまで踏み込んだ回答にはなっておらず、実質「徳とは何であるか」という問いに対する回答は失敗に終わっている。
原典には章の区分は無いが、慣用的には42の章に分けられている。以下、それを元に、各章の概要を記す。

### 導入
- 1. メノンは、ソクラテスに「徳」は教えられるか問う。ソクラテスは、乗馬と金持ちで有名だったテッタリア人をそんな風にしてしまったのはゴルギアスかとからかいつつ、ここアテナイでは事情は逆で、そんなこと聞かれても皆、「そもそも「徳」が何かすら知らない」と答えるだろうと述べる。
- 2. ソクラテスは、それは自分も同じで、自分は「徳」が何かを知らない上に、それを知ってる者に会ったことも無いと述べる。メノンは、ゴルギアスがアテナイに来た時に会わなかったのかと問う。ソクラテスは、会ったけれども物覚えが悪くて思い出せないので、メノンに思い出させてほしいと言う。

### メノンとの問答1

#### 「徳」の定義1
- 3. メノンは、男の「徳」は「国事を処理する能力」であり、女の「徳」は「夫への服従と家事」であり、その他、子供、年配、自由人、召使、それぞれに「徳」があると述べる。ソクラテスは、それらに共通する「徳」の定義を聞きたいと述べる。
- 4. ソクラテスは、再度、「徳」の単一の相（本質）の定義について、解説。
- 5. メノンは、それを受けて、「徳」とは「人々を支配する能力を持つこと」だと述べる。ソクラテスは、召使が主人を支配するのはおかしいと指摘。メノンも、同意する。ソクラテスは、その定義に「正しく」を付け加えるべきか問う。メノンは、「正義」は「徳」なのだから付け加えるべきだと同意する。ソクラテスは、それは「徳」か「徳の一部」か問う、「円形」が「形の一部」であるように。というのも、他にも様々な「形」があるからだと。メノンは、たしかに「徳」にも色々あると述べる。ソクラテスは、挙げてみるよう頼む。メノンは、「勇気」「節制」「智恵」「度量の大きさ」等を挙げる。ソクラテスは、再度、我々は多くの「徳」を見つけ出してしまったと指摘。
- 6. ソクラテスは、「自分達が求めているもの」は、そうした様々なものを列挙する際に、「念頭においている当のもの」であることを、「形」と「円形」「直線形」等を例に指摘。

#### 「形/色」の定義
- 7. ソクラテスは、「形」を例に、共通同一の定義を要求、試しに、「形」とは「色に随伴しているもの」という例を挙げてみる。メノンは、それでは不明瞭な語である「色」の再定義が必要になるので、間が抜けた定義だと指摘。
- 8. ソクラテスは、ソフィストであれば先程の定義でもいいだろうが、自分達は問答法をやっているのだから、合意・確認を経ながら話を進めていこうと前置きし、「終わり」「限界」「端」「平面」「立体」などを確認しつつ、「立体がそこで限られるもの」「立体の限界」という定義を提示。
- 9. メノンに「色」の場合はどうなるかを問われ、ソクラテスは、エンペドクレスの「感覚は外物から流出した微粒子が感覚器官の孔から入って生ずる」という説を引き合いに出しつつ、「色」とは「その大きさが視覚に適合して感覚されるところの、形から発出される流出物である」という定義を提示する。メノンは、称讃する。ソクラテスは、今回の定義はものものしいので、メノンは気に入っているかもしれないが、自分は前の定義の方が優れていると思うと述べる。

#### 「徳」の定義2
- 10. メノンは、「徳」の定義として「美しいものを欲求して、これを獲得する能力があること」を提示。ソクラテスは、「美しいもの」は「善いもの」であるが、その反対の「悪いもの」を、自ら望む者などいないこと（誰もが皆、自分なりに「美しいもの/善いもの」を欲求しているのであり、無知ゆえにそれが結果として「悪いもの」であったりするだけ）を指摘。
- 11. ソクラテスは、先の定義の「欲求して」の部分は崩れたので、残りの「善いものを獲得する能力」を考察。「善いもの」として、健康・富・金・銀・名誉・官職などを2人は例示していくが、ソクラテスはそれらが「不正に」獲得されたなら「徳」とは言えないので、「正しく、敬虔に」という条件を定義につける必要を指摘。メノンも、同意する。更にソクラテスは、「正しくない」場合に、金・銀などの「善いもの」を「獲得しないこと」も「徳」であり得るし、結局のところ、「正義」「節制」「敬虔」などが付け加わらないと、その定義は成り立たないことを指摘。メノンも、同意する。
- 12. ソクラテスは、結局相変わらず「徳」を切り刻んでその「部分」を提示しているだけだと指摘。メノンも、同意する。

#### 行き詰まり
- 13. メノンは、他人を巻き込んで行き詰まらせるソクラテスの性質を「シビレエイ」に例えてからかう。ソクラテスは、「シビレエイ」は自分でしびれることは無いが、自分の場合は、他人の前に、まず何よりも自分自身が道を見失って行き詰まっているのだと、違いを指摘。
- 14. メノンは、ソクラテスが対象を全く知らないのであれば、それをどうやって、どういう目処の下で、探求するのか、また、仮にそれを獲得できたとして、どうやってそれを確認するのか問う。ソクラテスは、それは論争家たちがよく持ち出す議論、「人間は、知っているものも、知らないものも、探求することはできない」という話と一緒だと指摘。メノンは、それはよくできた議論だと思わないか問う。ソクラテスは、否定しつつ、「不死の魂」の話を始める。

### 「魂の不死」と「想起説」
- 15. ソクラテスは、魂は不死であり、その輪廻の過程で、あの世この世のあらゆるものを既に見て学んできているのだから、それを想い起こすことができるのは、何も不思議なことではない、人が「探求する」とか「学ぶ」とか呼んでいるものは、実は全て「想起する」ことに他ならないと述べる（想起説）。更に、先程の論争家好みの議論は我々を怠惰にするので信じてはいけないし、こちらの「想起説」は我々の探求を鼓舞するのでこちらを信じると述べる。メノンは、「想起」の意味を尋ねる。ソクラテスは、メノンの従者を使って証明しようと述べる。メノンは、従者の中から1人の召使を選ぶ。

#### 「幾何学の手ほどき」を通じた証明
- 16. 「4平方プース正方形」
→「16平方プース正方形」
→「9平方プース正方形」

「4平方プース正方形」
→「16平方プース正方形」
→「9平方プース正方形」
→「8平方プース正方形」

→「8平方プース正方形」ソクラテスは、召使に「正方形」を書いて見せ、それを縦横に線を引き、「四等分」する。元の「正方形」の一辺を2プース(pous)[8]とすると、四等分された「小さな正方形」の一辺は1プースであり、その面積は1平方プースとなる。「小さな正方形」を2つ合わせると、その面積は2平方プース。元の「正方形」は、「小さな正方形」4つから成るので、先の倍（2の2倍）であることを確認しつつ、ソクラテスはその「正方形」の面積を尋ね、召使は4平方プースと答える。ソクラテスは、次に元の「正方形」の「2倍の面積」を持つ「2倍正方形」を想像してもらう。その面積を問われ、召使は8平方プースと答える。ソクラテスは、それではその「2倍正方形」の一辺の長さはどれくらいかを問う。召使は（面積が2倍なのだから同じように）元の「正方形」の一辺（2プース）の2倍だと答える。ソクラテスは、メノンに今の召使は「面積が2倍の正方形は、2倍の辺からできる」と思い込んでいる状態だと指摘。
- 17. ソクラテスは、実際に縦横2倍の辺を持つ「大正方形」を書いて見せ、そこには元の「正方形」が4つ入ること、すなわち、2倍の辺からは4倍の面積の図形ができることを指摘、その面積は4平方プースの4倍で16平方プースだと確認する。召使、同意する。ソクラテスは、改めて面積が8平方プースである「2倍正方形」の一辺の長さを問う。ソクラテスは、「2倍正方形」が、元の「正方形」の2倍であると同時に、今書いた「大正方形」の半分の大きさであることを指摘。召使、同意する。ソクラテスは、元の「正方形」の一辺は2プースであり、「大正方形」の一辺は4プースなので、「2倍正方形」の一辺の長さはその間にあると指摘。召使、同意する。その長さを尋ねられ、召使は3プースと答える。ソクラテスは、実際に一辺3プースの図を書き加えて見せ、その面積を問う。召使は9平方プースと答える。ソクラテスは、「2倍正方形」の面積が8平方プースであることを確認しつつ、改めてその一辺の長さを問う。召使、分からないと答える。
- 18. ソクラテスは、メノンに今の召使は先程の「思い込み」状態から、「行き詰まり（アポリア）の自覚」（無知の知）にまで前進したと指摘。そして、「しびれさせること」（上記13）は真相発見の一助となることを指摘。メノンも、同意する。
- 19. ソクラテスは、「大正方形」内にある4つの元の「正方形」群のそれぞれに、それらを半分にする「対角線」を引き、正方形を作る。面積が4平方プースである元の「正方形」を半分にしたものが4つあるので、2×4=8平方プースの「2倍正方形」がようやく作られたことを、召使は確認する。
- 20. ソクラテスは、今の一連のやり取りによって、召使は知らなかったはずの事柄に対し、彼の中で様々な「思いなし」（思惑）が生じ、繰り返し尋ねられることでそれが明確化していったことを指摘。メノンも、同意する。ソクラテスは、それは「自分の中にあった知識を取り出し、把握し直すこと」であり、「想起する」ということではないかと指摘。メノンも、同意する。ソクラテスは、召使はこれまで幾何を教わったことがあるのか問う。メノンは、否定する。
- 21. ソクラテスは、召使が「現世」でそれを学んでないとすると、「前世」以前に学んだことになると指摘。メノンも、同意する。ソクラテスは、したがって魂は不死であり、全てを知っているのであり、知らないと思っているようなことでも、それを励まし、探求し、想起できるように努めるべきではないかと指摘。メノンは、なるほどと感心する。ソクラテスは、この説を以て様々なことを確信的に断言しようとは思わないが、人が何かを知らない場合に、こうしてそれを探求しなければならないと思う方が、勇気づけられ、怠け心が無くなり、より優れた者になるのではないかと指摘。メノンも、同意する。

### メノンとの問答2

#### 「仮設法」
- 22. ソクラテスは、それでは「徳とは何か」の探求に戻ろうと提案。しかしメノンは、それよりも当初に尋ねていた「徳は教えられるのか」（それとも生まれつきか）についての、ソクラテスの意見を聞かせて欲しいと述べる。ソクラテスは、それを受け入れ、どうやら自分達は「何であるか」すら分ってないものに対して、それが「どのような性質であるか」を考察しなければならないらしいと、自嘲する。
ソクラテスは、これを考察するにあたって、正誤未判明なままの結論・前提を先に設定（仮設）し、そこから遡って条件に合うように議論を絞り込んでいく手法を採るよう提案。

##### 仮設1「徳は教えられる/知識」
- 23. ソクラテスは、「徳が教えられる」と（仮定/仮設）して、それは「どのような性質」か、から議論を始める。ソクラテスは、教えられるとすれば、「徳」は「知識」ではないかと指摘。メノンも、同意する。ソクラテスは、これで「徳が「知識」の一種であれば、教えられるし、「知識」でなければ、教えられない」という第一段階が片付いたと指摘。メノンも、同意する。

##### 仮設2「徳(知識)は善いもの(善)/有益」
ソクラテスは、それでは次に「徳は「知識」か否か」を考えなければならないと指摘。メノンも、同意する。ソクラテスは、「徳」は「善いもの（善）」と仮設し、「「知識」とは別の「善」があれば、「徳」は「知識」ではないし、全ての「善」が「知識」に包括されるなら、「徳」は「知識」である」と推定できると指摘。メノンも、同意する。
ソクラテスは、「善い人間」は「徳」ゆえにそうであるし、また同時に、「善い人間」は「有益」な人間でもあるので、「徳」は「有益」だと指摘。メノンも、同意する。
- 24. ソクラテスは、「有益」の例として、健康、強さ、美しさ、富などを挙げる。メノンも、同意する。ソクラテスは、しかしこれらは時には「有害」でもあると指摘。メノンも、同意する。
ソクラテスは、それではそれらは「正しい使用」である場合には「有益」になり、そうでない場合は「有害」になるのではないかと指摘。メノンも、同意する。
ソクラテスは、続いて「魂」における「有益」の例として、「節制」「正義」「勇気」「物分かりの良さ」「記憶力」「度量の大きさ」等を挙げ、これらも「知識」「知性」を伴う場合には「有益」となり、そうでない場合は「有害」になると指摘。メノンも、同意する。
ソクラテスは、したがって「徳」が「有益」なものであるならば、「徳」は「知」でなければならないと指摘。メノンも、同意する。
- 25. ソクラテスは、更に先に挙げた「富」の類も、「知」に導かれた魂よって「有益」になるし、そうでなければ「有害」ともなると指摘。メノンも、同意する。ソクラテスは、したがって人間にとっての一切の「善いもの」は「魂」に、そしてその「知」に依存するのであり、「徳は「知」」ということになると指摘。メノンも、同意する。
ソクラテスは、したがって「優れた人物」というのも、「生まれつきではない」ということになると指摘。メノンも、同意する。

### アニュトスとの問答

#### 「徳の教師」について1
- 26. ソクラテスは、しかしいまだに「徳が「知識」である」ことに対する疑念が拭えないと言う。というのも、「徳」が「知識」であり、教えることができるのであれば、それを教える教師がいるはずだが、自分はまだそれに出会ったことが無いからだと。そこにちょうどアニュトスがやって来たので、素性も良く、アテナイで重要官職を担ってもいる彼に、ソクラテスは「徳の教師」について尋ねてみることにする。
- 27. ソクラテスは、例えば医術、靴作り、笛吹き術など、何かを教わろうと思ったら、その専門家のところで報酬を払って教わるのが当然ではないかと指摘。アニュトスも、同意する。
- 28. ソクラテスは、では「徳」を学ぶには、ソフィスト達のところへ行くべきか問う。アニュトスは、激昂して否定、連中のところへ行けば害悪を受けて堕落すると。
- 29. ソクラテスは、しかしプロタゴラスは40年以上もソフィストをやって大金を稼いでいたし、現在でも様々なソフィスト達が活躍している、もし彼らの看板に偽りありなら、そんなに長く隠し通せるものかと疑問を呈す。更に、もし彼らがそのような「偽物」なら、彼らは青年達を自覚的に欺いているのだろうか、それとも本人達も無自覚なままそれを行っているほど気が狂っているのか問う。
- 30. アニュトスは、ソフィスト達は気が狂っているわけではなく、気が狂っているのはむしろ青年達の方であり、もっと気が狂っているのはそれを許容する彼らの身内、そして最も気が狂っているのがそれらを排除しない国家だと答える。ソクラテスは、アニュトスはどうしてそんなにソフィスト達を毛嫌いするのか問う。彼らの内の誰かがアニュトスに悪事を働いたのかと。アニュトスは、彼らの誰とも付き合ったことがないが、彼らがどんな人間かは知っていると述べる。ソクラテスは、それでは誰のところに行けば、徳を教えてもらえるのか問う。アニュトスは、アテナイ人で「ひとかどの立派な人物」なら誰でも優れた人間にしてくれると答える。

- 31. ソクラテスは、その「ひとかどの立派な人物」達は、誰にも学ばずにそうなったのか問う。アニュトスは、彼らも「ひとかどの立派な人物」であった先人達に学んだのだと答える。ソクラテスは、そんな現在及び過去の優れた人物達は、「自分の徳性を他者に教える」ことにかけても優れている（いた）のか問う。
- 32. ソクラテスは、テミストクレスを例に出し、彼は息子のクレオンパントスに熱心に教師を与え、教育を施したが、父親ほど優れた人物になったという話は、聞いたことがないと指摘、それではテミストクレスは自分が持っている肝心の知恵だけは息子に教える気がなかったのか問う。アニュトスは、あり得ないと否定する。
- 33. ソクラテスは、次にアリステイデス（Aristides）[9]を例に出し、息子リュシマコス[10]を同じように優れた人物にできなかったことを指摘。更に、ペリクレスとその2人の息子達パラロス、クサンティッポスについても指摘。更に、トゥキュディデス[11]とその2人の息子達メレシアス[10]、ステパノスについても言及。
- 34. ソクラテスは、以上のように、本人に徳性があり、教育に熱心で、金もコネも十分であるのにもかかわらず、誰一人として息子達を自分と同じように仕上げることができなかったということは、「徳は教えることができない」ということなのではないかと指摘。アニュトスは、人々のことを軽々しく悪く言ってはいけないと憤慨、この国（アテナイ）では特に他人に害を加えるのは容易なのだから、口が災いの元にならぬよう気をつけることをソクラテスに忠告しつつ、怒りで黙り込む。

### メノンとの問答3

#### 「徳の教師」について2
- 35. ソクラテスは、アニュトスはソクラテスが彼らの悪口を言っていると思い込んでいるとメノンに述べる。アニュトスが「悪く言う」の意味を覚る時が来れば、怒るのをやめるだろうと。
ソクラテスは、代わりにメノンに彼の国の優れた人物達は、「徳」を教えられると言い、その教師の役を引き受けているか否か問う。メノンは、彼らは時には「徳」を教えられると言うし、ある時はそうでないと言うと、述べる。ソクラテスは、ではそんな意見が一致しない人々を「徳」の教師と言えるか問う。メノンは、否定する。ソクラテスは、それではソフィスト達はどうが問う、「徳」を教えると公言する彼らは、本当に「徳」の教師だと思うか問う。メノンは、少なくともゴルギアスは、「人を弁論に秀でた者にする」と言っているだけで、「徳」を教えるなどとは言っていないし、他のソフィストがそれを約束しているのを聞くと、笑っていると言う。ソクラテスは、ではメノンもソフィスト達は「徳」の教師とは思えないのか問う。メノンは、分からないと答える、自分も時には「徳」を教えられると思ったり、時にはそうでないと思ったりもすると。
ソクラテスは、「徳」が教えられると思えたり、思えなかったりするのは、メノンや政治家達だけではなく、詩人テオグニスの場合も一緒だと指摘。
- 36. ソクラテスは、テオグニスの詩を披露する。そして、これまでの話をまとめ、一方には「徳」を教えると称するソフィスト達がいるが、そんな彼らの資質・能力に疑問・批判を投げかける者がおり、他方には、本人の「徳性」が認められている人物達がいるが、彼らがその「徳性」を教えられるか否かについて見解の相違がある、こうした意見が混乱した人々を「徳」の教師と肯定できるか問う。メノンは、否定する。
- 37. ソクラテスは、それでは「徳」を教えることができる者はいないし、それを習う者もいないし、徳は教えられるものではないということになると指摘。メノンも、同意する。

#### 「徳は神的な正しい思いなし(思惑)」
メノンは、それでは「徳を備えた人物」の存在すらも否定されることになってしまうのか問う。ソクラテスは、自分達は「徳」が「知識」によって導かれる場合だけではないことに、気付いてなかったのではないかと指摘。
- 38. ソクラテスは、というのも「優れた人物」は「有益な人間」であり、その「有益」たるゆえんは、我々を「正しく導く」ことにあるわけだが、それが「知」によってのみなされると考えたのが、正しくなかったのではないかと述べる。なぜなら、見当をつけて道を歩いていくのと同じように、「知」にまで至っていない「思いなし（思惑）」であったとしても、それがうまくいく限りは、その「有益性」において、「知」と何ら変わらないからだと。メノンは、「知識」を持っている者は常に成功するが、「思いなし（思惑）」の場合は常にうまくいくとは限らないのではないかと指摘。

#### 「知識」と「思いなし(思惑)」
- 39. ソクラテスは、逆に言えば、「思いなし（思惑）」が正しい限りは、常にうまくいくと指摘。メノンは、それではなぜ「知識」は、「思いなし（思惑）」より高く評価されるのか問う。ソクラテスは、「ダイダロスの彫像」[12]を例に出す。「ダイダロスの彫像」は、そのままでは逃げ去って無くなってしまうが、縛り付けておけば値打ちものとなる、同じように、正しい「思いなし（思惑）」も、そのままでは魂から逃げ去ってしまう（忘却されてしまう）が、それを先の「想起」の話のように、「原因・根拠の思考」（すなわち言論(ロゴス)）で以て縛りつければ、「知識」として、「永続的」に価値のあるものとして留める（記憶する）ことができる、それゆえ「知識」は、「思いなし（思惑）」より高く評価されるのだと。
- 40. ソクラテスは、これはあくまでも比喩を使った推量だが、それでも「知識」と正しい「思いなし（思惑）」が別のものだということ自体は確かだと述べる。メノンも、同意する。

#### 「優れた人物」と「神がかり」
ソクラテスは、「知識」であれ、正しい「思いなし（思惑）」であれ、生まれながらにして備わっているものではないと指摘。メノンも、同意する。ソクラテスは、では「優れた人物」も、生まれながらにして優れているわけではないと指摘。メノンも、同意する。
- 41. ソクラテスは、先の議論によって、「優れた人物」は、教えることができるような「知識」によって正しく導いていたのではないことが、明らかになったので、正しい「思いなし（思惑）」によってそうしていたということになり、これによって国を正しく導いている政治家というのは、神託の巫女らと何ら変わらず、「神がかり」によって、それを行っていることになると指摘。メノンは、同意しつつ、そんなことを言ったら、傍らのアニュトスが腹を立てているかもしれないと述べる。

#### 「徳を教えられる者」
- 42. ソクラテスは、これまでの議論をまとめると、「徳」とは、生まれつきのものでも、教えられるものでもなく、それを身につけている者は、「知性」とは無関係に、「神の恵み」によってそれを身に付けていることになる、これまでのように他者に「徳」を教えることができる者が出て来ない限りは、と指摘。そして、もしそうした人物が出てくるとしたら、それはホメロスがテイレシアスを形容したように、他を影にしてしまうような存在だろうと指摘。メノンも、同意する。

#### 「徳それ自体」
ソクラテスは、しかしながら「徳」については、今議論してきたように、「いかに人間にそなわるようになるか」ではなく、「徳それ自体がそもそも何であるか」という問いを手がけてはじめて、明確に知ることができると指摘。そして、自分はそろそろ行かなくてはならないと述べ、アニュトスへの説得と気の和らげをメノンに頼みつつ、話は終わる。

## 論点

### 「徳」と「知識」
本篇では、「徳」は「教えられるもの」ではなく、それゆえに「知識」でもなく、「神によって与えられている、正しい「思いなし」（思惑）」であると結論付けられる。これは一見、「徳」を知的に探求しているソクラテスの態度や、『プロタゴラス』等に見られる「徳は知識である」という命題と、矛盾するようにも見える。しかし、本篇における、「「徳」は「教えられるもの」ではなく、それゆえに「知識」でもない」という考えは、あくまでも、
- 「これまでの政治家やソフィスト達を検討した限りでは」

という条件付きの話であると同時に、前段における「徳は教えられる（知識である）」という仮定から出発する仮設法的議論による証明に対する疑問・反証から、否定的に導かれた暫定的結論であり、この結論自体がまだ1つの「思いなし」（思惑）であり、改善の余地があるものであることが、全篇を通して示唆されている。
そして、そのことは、末尾でソクラテスが、「他者に徳を教えることができる者」が出現する可能性を示唆したり、「徳それ自体がそもそも何であるか」を手がけない限りはこうした問題は明確になることはないことに言及していることで、確認される。
更に、『ソクラテスの弁明』や『ゴルギアス』等の記述も併せて鑑みれば、まさにソクラテスただ一人のみが、そうした事柄に取り組んでいたのだということが、露わになる。
また、過去のアテナイの著名な政治家など、「優れた人物」とされている人々は、「知識」を持ち合わせているのではなく、一種の「神がかり」としてその業績を成したに過ぎないとするくだりは、『イオン』における詩人批判と共通するモチーフであり、『ソクラテスの弁明』の「無知の知」のくだりにおける政治家・詩人批判を補強する内容となっている。

### 「知識」と「思いなし（思惑）」
本篇では、「知識」と「思いなし（思惑）」の差異についても言及されている。
「思いなし（思惑）」は、それがたまたま上手くいっている「正しい思いなし（思惑）」である限りは、機能・有益性としては「知識」と等価だが、「思いなし（思惑）」は、「原因・根拠・理論」によって裏付けられていないがゆえに、失敗する可能性が常に孕まれていると同時に、記憶に定着させることも困難であることが言及されている。
それゆえに、「思いなし（思惑）」を、「行き詰まり（アポリア）の自覚」（無知の知）を経て探求していくことで、「知識」にまで高めていくことの重要性も、ソクラテスと召使の幾何学的問答を通して、本篇では示唆されている。
ちなみに、本篇では、「ダイダロスの彫像」を例に出し、
- 正しい「思いなし（思惑）」を、「言論（ロゴス）」で縛りつけることで、それが「知識」になる

ということが、（一応、これは「比喩を使った推量」に過ぎない不確かなものであり、「思いなし（思惑）」と「知識」が別ものであることだけは確かであるということを、表現・強調したいがために持ち出した話であることを、断ってはいるものの）ソクラテスによって主張されている。しかし、プラトンは後に、中期末の対話篇『テアイテトス』において、この「知識」が「正しい思いなし(思惑)＋言論」であるという考えを、改めて自ら丁寧に否定している。
そして、その『テアイテトス』や、『国家』の「線分の比喩」、『パイドロス』『ピレボス』『第七書簡』等の記述も併せて考慮すると、「言論の技術」である弁証術（ディアレクティケー）を使って、魂の中の「知性」を育てていき、それによって（あたかも視覚などの感覚が物質を直接捉えるのと同じように）「直接的に真実在としてのイデアを観照・把握」した情報や、「対象に関連した情報の総体を十全に把握」すること等が、厳密・十分な「知識」の条件・要件として求められることになる。

### 想起説
本篇では、後の中期対話篇で頻出することになる、「何でも知っている、輪廻転生を繰り返す不滅の魂が、刺激を受けてその記憶を想起することで、事物に対する知識を生み出す」という「想起（アムネーシス）説」が、はじめて明確な形で打ち出されており、その例として、ソクラテスとメノンの召使による幾何学的問答が提示されている。
ただし、これは大真面目の事実として持ち出している話というわけではなく、「そのように考えた方が、知らないことに直面した際に、その探求を鼓舞し、怠惰になることを防ぐのに役立つ」というある種の方便として持ち出されていることが、本篇内では明記されていることに注意が必要。

### 仮設法
本篇では、「徳自体」が分からないままで、「徳の性質」（徳が教えられるか）を議論していくために、結論・前提を仮設しながら、その条件に矛盾の無いように話を絞り込んでいく、「仮設（ヒュポテシス）法」が持ち出される。
ただし、これによって得られた考えは、どこまで行っても仮設（仮説）であって、結局は、「対象それ自体」（この場合は「徳自体」）が何であるかが露わになるまでは、正誤が確定できないままであることが、本篇の末尾などでも指摘されている。

## 日本語訳
- 『プラトン全集〈9〉 ゴルギアス メノン』 加来彰俊、藤沢令夫訳 岩波書店、初版1974年、復刊2005年
- 『メノン』 藤沢令夫訳 岩波文庫 1994年10月 ISBN 4-00-336016-8
- 『メノン――徳（）について』渡辺邦夫訳 光文社〈光文社古典新訳文庫〉、2012年2月 ISBN 978-4-334-75244-6